# Christiane Brunner
Pour les articles homonymes, voir Brunner.
Christiane Brunner, née le 23 mars 1947 à Genève (originaire d'Egg) et morte le 18 avril 2025, est une personnalité politique suisse, membre du Parti socialiste. Elle est une des figures de proue du féminisme en Suisse.
Candidate malheureuse au Conseil fédéral en 1993, elle est conseillère nationale de 1991 à 1995, conseillère aux États de 1995 à 2007 et présidente du Parti socialiste de 2000 à 2004.

## Biographie

### Origines et famille
Christiane Brunner naît le 23 mars 1947 à Genève. Elle est originaire d'Egg, dans le canton de Zurich. Orpheline de père en bas âge, elle est élevée par sa mère, couturière, avec sa sœur aînée, dans le quartier des Eaux-Vives.
Divorcée de deux maris et mère de cinq enfants, elle est veuve du syndicaliste Jean Queloz,,.

### Études et parcours professionnel
Destinée à un apprentissage d'employée de commerce, Christiane Brunner peut poursuivre des études secondaires supérieures grâce à une bourse qu'elle obtient après avoir remporté un concours pour enfants doués auquel l'inscrit une de ses enseignantes.
Elle s'inscrit ensuite à l'Université de Genève, où elle bénéfice également d'une bourse pour suivre des études de droit. Spécialisée en droit des assurances et en droit de la famille, elle travaille en parallèle comme correctrice pour la Tribune de Genève et y tient une chronique juridique dans la rubrique féminine. Au terme de ses études, elle devient assistante pour le droit du travail et la sécurité sociale et se lie avec le professeur Alexandre Berenstein et son épouse féministe Jacqueline Berenstein.
Elle obtient par la suite un brevet d'avocat. Renversée par un camion en 1975, elle est astreinte  à de longs mois de rééducation et doit mettre un terme à son doctorat.
Elle exerce d'abord comme juriste conseil pour les conventions collectives de travail dans l'horlogerie et l'industrie des machines.

### Maladie et mort
Atteinte depuis longtemps du syndrome de Guillain-Barré, elle passe les dernières années de sa vie à Ferreyres, dans le canton de Vaud.
Christiane Brunner meurt dans la matinée du 18 avril 2025, à l'âge de 78 ans.

## Parcours politique
Christiane Brunner adhère au Parti socialiste en 1976, à l'instigation de Jacqueline Berenstein. Elle préside le parti d'octobre 2000 au 6 mars 2004.
Députée au Grand Conseil du canton de Genève de 1981 à 1990, elle se porte vainement candidate au Conseil national en octobre 1987. Elle est élue à sa deuxième tentative, cette fois sur une liste entièrement féminine, en octobre 1991. Elle siège à la Chambre basse de l'Assemblée fédérale pendant une législature, puis est élue au Conseil des États fin 1995, où elle siège pendant trois législatures. Elle préside la Commission des affaires juridiques (CAJ) de fin 1997 à fin 1999 et la Commission de la sécurité sociale et de la santé publique (CSSS) de fin 2003 à fin 2005.
En 1993, Christiane Brunner est la candidate officielle du groupe parlementaire socialiste lorsque René Felber se retire du Conseil fédéral. L'Assemblée fédérale lui préfère toutefois, le 3 mars, le conseiller national et conseiller d'État neuchâtelois Francis Matthey. Devant l'opposition de son propre parti, ce dernier renonce à son élection. Le 10 mars, Ruth Dreifuss est élue conseillère fédérale, devançant à nouveau Christiane Brunner.
Elle se retire de la vie politique en 2007.

## Syndicalisme, féminisme et climat
À l'instigation de Liliane Valceschini, qui en a l'idée avec des collègues de travail, elle propose une grève générale des femmes à l'Union syndicale suisse, qui aboutit à la grève des femmes du 14 juin 1991.
Elle est présidente à partir de 1982 du Syndicat des services publics, puis à partir de 1992 de la Fédération suisse des travailleurs de la métallurgie et de l'horlogerie. En 1996, elle gère la fusion de cette dernière avec le Syndicat industrie et bâtiment pour former Unia.
Christiane Brunner est une des figures de proue du féminisme en Suisse. En 1969, elle est l'une des fondatrices du Mouvement de libération des femmes en Suisse.
Elle est l'un des membres fondateurs, en août 2016, de l'association Aînées pour la protection du climat.

## Distinction
- 2012 : doctorat honoris causa de la faculté de droit de l'Université de Lausanne[11]

## Publication
- Christiane Brunner, Jean-Michel Bühler et Jean-Bernard Waeber, Commentaire du contrat de travail, Berne, Union syndicale suisse, 1989, 306 p. (ISBN 3906257252 (édité erroné))